# Roca Reposadora
La Roca Reposadora és una muntanya de 357 metres que es troba al municipi d'Olesa de Bonesvalls, a la comarca de l'Alt Penedès.